# Champ de Mars
Champ de Mars – zamknięta stacja metra paryskiego położona na trasie linii nr 8, pomiędzy stacjami La Motte-Picquet – Grenelle i École Militaire. Stacja mieści się w 7. dzielnicy Paryża, na południowy zachód od Pola Marsowego.

## Nazwa
Nazwa nawiązuje do Champ-de-Mars - Pola Marsowego, będącego parkiem miejskim i dawnym placem ćwiczeń wojskowych.

## Stacja
Stację otwarto w roku 1913, natomiast zamknięto 2 września 1939 roku. Współcześnie stacji RER na trasie linii C leżącej na północny zachód od Pola Marsowego nadano nazwę Champ de Mars - Tour Eiffel. Ze stacji RER można się przesiąść na stację szóstej linii metra, Bir-Hakeim.

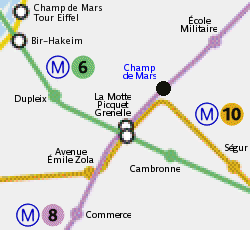
Lokalizacja stacji metra Champ de Mars